# ستيوارت إينز
ستيوارت إينز (بالإنجليزية: Stewart Innes)‏ هو مجدف بريطاني، ولد في 20 مايو 1991 في أكسفورد في المملكة المتحدة.

## وصلات خارجية
- ستيوارت إينز على موقع الاتحاد الدولي للتجديف (الإنجليزية)
- ستيوارت إينز على موقع اللجنة الأولمبية الدولية (الإنجليزية)
- ستيوارت إينز على موقع أوليمبيديا (الإنجليزية)
- ستيوارت إينز على موقع اللجنة الأولمبية البريطانية (الإنجليزية)